# Liste der Wappen in der Metropolitanstadt Catania
Die Liste der Wappen in der Metropolitanstadt Catania zeigt die Wappen der 58 Gemeinden in der Metropolitanstadt Catania der Autonomen Region Sizilien der Republik Italien. In dieser Liste sind die Wappen jeweils mit einem Link auf die Gemeinde angezeigt.

## Wappen der Metropolitanstadt Catania

Metropolitanstadt Catania
Lage in Italien

## Wappen der Gemeinden der Metropolitanstadt Catania

Aci Bonaccorsi
Aci Castello
Aci Catena
Aci Sant’Antonio
Acireale
Adrano
Belpasso
Biancavilla
Bronte
Calatabiano
Caltagirone
Camporotondo Etneo
Castel di Iudica
Castiglione di Sicilia
Catania
Fiumefreddo di Sicilia
Giarre
Grammichele
Gravina di Catania
Licodia Eubea
Linguaglossa
Maletto
Maniace
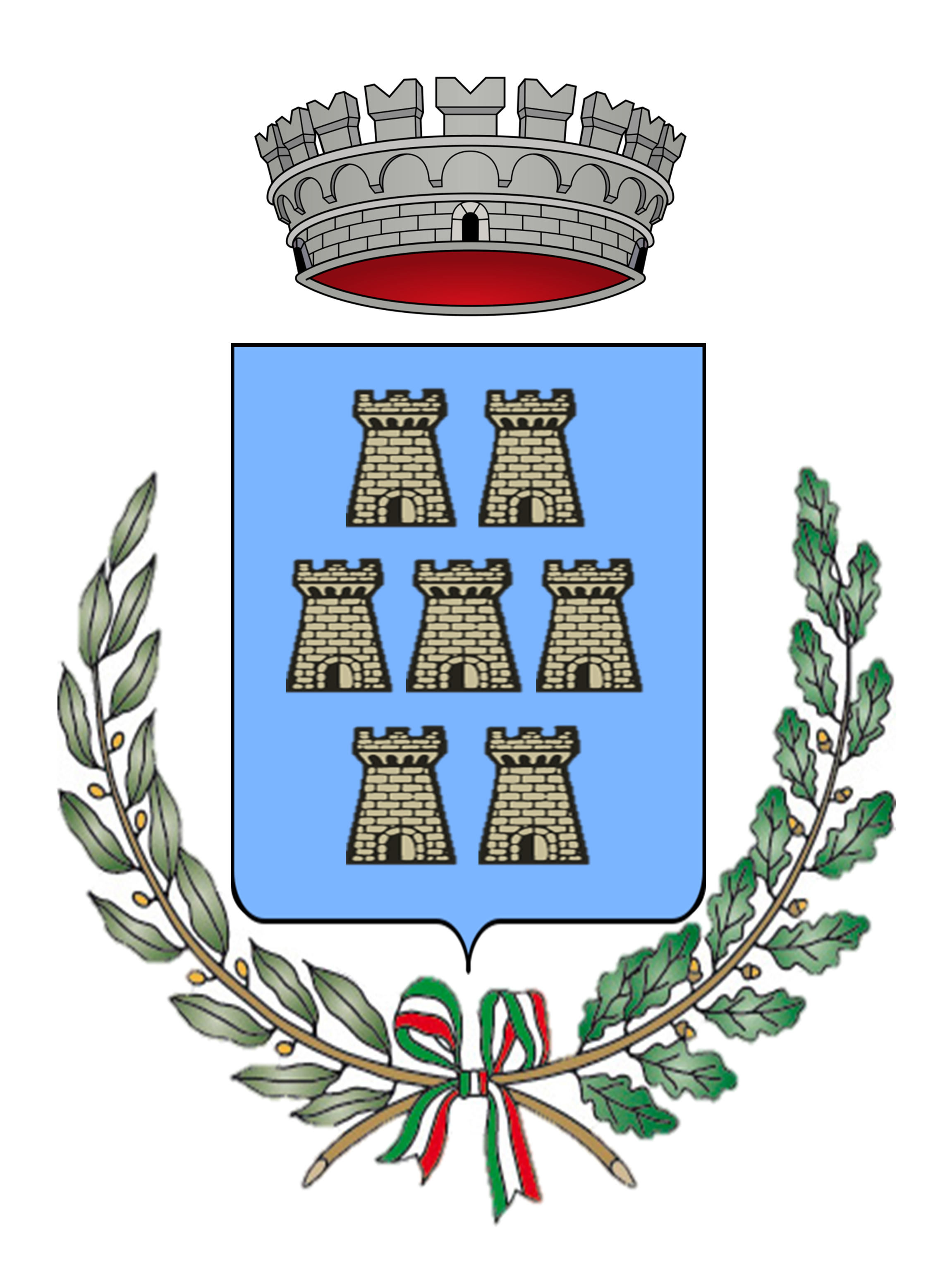
Mascali
Mascalucia
Mazzarrone
Milo
Mineo
Mirabella Imbaccari
Misterbianco
Motta Sant’Anastasia
Nicolosi
Palagonia
Paternò
Pedara
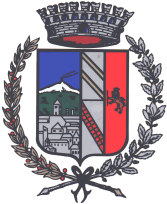
Piedimonte Etneo
Raddusa
Ragalna
Ramacca
Randazzo
Riposto
San Cono
San Giovanni la Punta
San Gregorio di Catania
San Michele di Ganzaria
San Pietro Clarenza
Santa Maria di Licodia
Santa Venerina
Sant’Agata li Battiati
Sant’Alfio
Scordia
Trecastagni
Tremestieri Etneo
Valverde
Viagrande
Vizzini
Zafferana Etnea